# POSO
POSO（ポソ）とは、インドネシア中部スラウェシ州にあるポソで1998年から2001年にかけて起こったポソ宗教紛争を記録した映像の通称である。非常に暴力的でショッキングな内容のため、俗に言う「検索してはいけない言葉」として知られる。

## 概要
ムスリムとキリスト教徒の住民対立が原因で1998年12月末、宗教紛争がポソで勃発し、約1,000人が死亡（実数不明）、数万人（実数不明）が避難民となった。紛争の発端は、ムスリムの少女がキリスト教徒にレイプされたという噂が原因だったという。この抗争により、数千人ものムスリムとキリスト教徒が死亡し、60,000世帯以上が避難したとも伝わっているが、正確な死者数、避難民の数は未だに不明である。
この紛争を記録した映像がインターネット動画共有サイトに、何者かによってアップロードされたことにより、紛争の残虐性を世界中に知らしめることとなった。なお映像の初出は、後にイスラーム主義組織のジェマ・イスラミアによるものと判明する。
2001年12月、政府の調停で、ムスリムとキリスト教徒の和平合意（マリノ合意）が結ばれ、宗教紛争は沈静化に向かうかに見られたが、近年イスラーム過激派組織やスラウェシ州の人間ではない外部の組織が住民を煽っていることが解ったため、単なる宗教紛争で片付けられない様相を呈している。

## 内容
ポソ宗教紛争を記録した6分43秒の映像（実際は14分53秒であるがカット編集した6分ほどの物が有名）がイスラーム主義組織ジェマ・イスラミアによって動画共有サイトに投稿された。映像公開の理由は、宗教戦争の雰囲気を醸成するためであったとされる。
映像は、戦場となったポソの住民が女子供関係なく惨殺されている様子、宗教の住民の生首を掲げる民兵や、激しく損壊した遺体、遺体を抱き泣き叫ぶ人々、ナタを振りかざす男性、一方的なリンチを受けた住民などが記録されている。猟奇的な内容から視聴上、心的外傷を引き起こす可能性があり興味本位での視聴には十分注意されたい。なおオリジナル映像にはモザイクやぼかしが一切無い。
映像には異教徒に対する一方的な殺戮しか映っていない。特に女性や子供も容赦なく虐殺されているため、本来人々を幸福に導くべき宗教の対立がもたらす悲劇や、通常の戦争・紛争とは違う宗教間対立の持つ異質な争いであったことが窺える。